# Rhayner Santos Nascimento
Rhayner Santos Nascimento (nacido el 5 de septiembre de 1990) es un futbolista brasileño que se desempeña como centrocampista en el Centro Sportivo Alagoano del Campeonato Brasileño de Serie C.
Jugó para clubes como el Figueirense, Fluminense, Bahia, Vitória, Ponte Preta y Kawasaki Frontale.

## Trayectoria

### Clubes
| Club                     | País   | Año               |
| ------------------------ | ------ | ----------------- |
| Grêmio Prudente          | Brasil | 2009 - 2011       |
| Marília                  | Brasil | 2009              |
| Cascavel                 | Brasil | 2010              |
| Figueirense              | Brasil | 2011              |
| Linense                  | Brasil | 2012              |
| Náutico                  | Brasil | 2012              |
| Fluminense               | Brasil | 2013              |
| Bahia                    | Brasil | 2014              |
| Vitória                  | Brasil | 2015              |
| Ponte Preta              | Brasil | 2016              |
| Kawasaki Frontale        | Japón  | 2017              |
| Vitória                  | Brasil | 2018              |
| Tombense                 | Brasil | 2019              |
| Sanfrecce Hiroshima      | Japón  | 2019 - 2020       |
| Tombense                 | Brasil | 2020              |
| Sanfrecce Hiroshima      | Japón  | 2020 - 2021       |
| Tombense                 | Brasil | 2021 - 2022       |
| Yokohama FC              | Japón  | 2022 - 2023       |
| Tombense                 | Brasil | 2023              |
| Centro Sportivo Alagoano | Brasil | 2023 - actualidad |